# 沈丁花 (DISH//の曲)
『沈丁花』（ちんちょうげ）は、日本のダンスロックバンド・DISH//の楽曲。2021年11月17日に14作目のシングルとしてSony Recordsからリリースされた。本作の発売に先駆け、同年10月24日に先行配信された。

## 概要
- 前作『ありのまんまが愛しい君へ』から約2か月ぶりのリリース[注 1]。
- CDは初回生産限定盤A・B、通常盤の3形態で発売。
- 表題曲「沈丁花」は、日本テレビ系土曜ドラマ『二月の勝者-絶対合格の教室-』の主題歌である[2]。
  - 同曲は、ボーカルの北村匠海とマカロニえんぴつのはっとりの共作となっている[4]。
  - 同曲に対し、北村は「分かってるんだけど言えない、期待に応えたいのに思うようにいかない、そんな気持ちでいる人に寄り添えたらと思い、日々前に進む『行進曲』を意識して作りあげました」とコメントした[2]。
  - 2021年10月24日に同曲を各配信サイトにて先行配信された[3]。
- カップリング「Shout it out」は、ソニー・ピクチャーズ配給映画『ヴェノム:レット・ゼア・ビー・カーネイジ』の日本語吹替版主題歌である[5]。
  - 自身が映画および海外作品の主題歌を務めるのは初である。
  - 初回生産限定盤Aのみ収録。
- 初回生産限定盤Aのカップリングとして、配信限定5thシングル「ありのまんまが愛しい君へ」を収録[3]。
  - 本作にて初のCD化となる。
- 各形態のカップリングとして、メンバーが自作した新曲や自身のライブツアー『DISH// Spring Tour 2021「X」』のライブ音源等を収録[3]。
- 初回生産限定盤には特典DVDを付属[3]。詳細は、本項「#特典DVD」を参照。

## 収録曲

### CD

#### 初回生産限定盤A
1. 沈丁花 - [3:51]
作詞：はっとり
作曲：はっとり、北村匠海
編曲：はっとり、宗本康兵
  - 日本テレビ系土曜ドラマ『二月の勝者-絶対合格の教室-』主題歌[2]
  - メンバーの北村匠海とマカロニえんぴつのはっとりとの共作曲である[4]。
  - 2021年10月29日にMVが公開された。
  - 阪神タイガース・坂本誠志郎捕手の(２０２２年シーズンの)登場曲　である。
2. ありのまんまが愛しい君へ - [3:23]
作詞：北村匠海
作曲：泉大智
編曲：川口圭太
  - 配信限定5thシングル
  - サンスター「オーラツーミー アロマフレーバー コレクション ペースト」CMソング[6]
3. Shout it out
 作詞：北村匠海、橘柊生
作曲：北村匠海、橘柊生、泉大智
編曲：中村泰輔、TomoLow
  - ソニー・ピクチャーズ配給映画『ヴェノム:レット・ゼア・ビー・カーネイジ』日本語吹替版主題歌[5]
4. 沈丁花 -instrumental-
5. 僕らが強く。 -instrumental-

#### 初回生産限定盤B
1. 沈丁花
2. B-BOY
作詞・作曲：橘柊生
3. ルーザー (Live from DISH// Spring Tour2021 「X」)
  - 4thアルバム『X』収録曲のライブ音源
4. 沈丁花 -instrumental-
5. Shout it out -instrumental-

#### 通常盤
1. 沈丁花
2. 揺れてゆく
作詞・作曲：北村匠海
3. 僕らが強く。 (Live from DISH// Spring Tour2021 「X」)
  - 配信限定3rdシングルのライブ音源
4. 沈丁花 -instrumental-
5. ありのまんまが愛しい君へ -instrumental-

### 特典DVD

#### 初回生産限定盤A
1. DISH// Spring Tour 2021 「X」 [LIVE-Director’s Cut-]
  1. - TOKYO Day2 Final -
    1. ルーザー
    2. rock'n'roller
    3. 猫
    4. 君の家しか知らない街で
    5. Get Power
    6. KICK-START
    7. NOT FLUNKY
    8. 東京VIBRATION
    9. 僕らが強く。
    10. QQ
    11. バースデー
    12. SAUNA SONG
    13. Seagull
    14. No.1

  2. - TOKYO Day2 1st -
    1. あたりまえ
    2. ニューノーマル
2. DISH// Spring Tour 2021 「X」 [Back Stage]

#### 初回生産限定盤B
| #  | タイトル                                    | 作詞 | 作曲・編曲 |
| -- | ------------------------------------------- | ---- | ---------- |
| 1. | 「「沈丁花」Music Video」                   |      |            |
| 2. | 「「沈丁花」Music Video メイキング」        |      |            |
| 3. | 「「沈丁花」楽曲制作ドキュメンタリー」      |      |            |
| 4. | 「「ありのまんまが愛しい君へ」Music Video」 |      |            |